# Parc Nacional de Marojejy
El Parc nacional de Marojejy és un parc nacional situat a la regió de Sava, al nord-est de Madagascar. Té una extensió de 55.500 ha i es troba al massís Marojejy, una serralada que arriba fins als 2.132 m d'altitud. L'accés a l'àrea que circumda el massís va ser restringit exclusivament a investigadors quan el lloc va ser definit com una reserva natural estricta el 1952. El 1998 es va obrir al públic quan es va classificar com parc nacional. L'any 2007 va ser catalogat com a Patrimoni de la Humanitat com a part de la «Selva pluvial de l'Atsinanana». Malgrat el seu accidentat terreny, la caça furtiva i la tala selectiva són un problema persistent, sobretot des de l'inici de la crisi política a Madagascar de 2009. La mineria, l'agricultura d'artigatge i l'extracció de fusta són altres de les amenaces al parc i la seva fauna i flora. Per això, des de 2010 també s'inclogué a la llista del Patrimoni de la Humanitat en perill.
El terreny sinuós i la topologia escabrosa del massís condicionen la presència de diferents hàbitats que canvien respecte a les variacions d'altitud. A les zones inferiors es troba una densa i càlida selva pluvial, seguida de boscos més petits a les estriacions superiors, amb una zona de selva nebulosa a continuació i, prop dels cims, l'únic reducte de matoll que encara roman a Madagascar. Les millors condicions pel desenvolupament de la vegetació es troben al vessant est de la muntanya, que rep més quantitat de pluja que la cara occidental. Aquesta diversitat d'hàbitats afavoreix alts índexs de biodiversitat: se sap que almenys 118 espècies d'aus, 148 espècies de rèptils i amfibis i 11 espècies de lèmurs habiten al parc. Un d'aquests lèmurs, el sifaca sedós, està inclòs a la publicació Els 25 primats més amenaçats del món i l'au icona del parc és el vanga de casc.

## Història
El parc nacional de Marojejy està situat al nord-est de Madagascar, entre les ciutats d'Andapa i Sambava, i s'estén uns 32 quilòmetres d'est a oest i 22 quilòmetres de nord a sud. Es concentra entorn la cadena muntanyenca coneguda com el massís de Marojejy. Malgrat una expedició científica que va recórrer altres muntanyes durant la missió zoològica franc-anglo-nord-americana de 1929, Marojejy no va ser explorat fins a 1937, quan el capità L.J. Arragon del Servei Geogràfic de Madagascar va realitzar l'ascensió de Marojejy Est, encara que només havia de col·locar un punt geodèsic i no va realitzar cap mena d'investigació. El massís no va ser descrit geològicament fins que el botànic francès Henri Humbert, del Museu Nacional d'Història Natural de França, va explorar les muntanyes el 1948. Humbert havia explorat amb anterioritat diverses serres de l'Àfrica continental abans d'arribar a Marojejy, i durant la seva ascensió del massís de Tsaratanama el 1937 va apreciar des del cim del Amaboabory, a 2800 m d'altitud, la silueta del massís de Marojejy; va decidir organitzar una expedició per estudiar aquestes muntanyes. Entre novembre de 1948 i novembre de 1950, va passar cinc mesos recollint espècimens de plantes fins a formar un herbari amb 4039 mostres pel seu estudi. Després de diverses expedicions, va publicar el 1955 Uneix merveille de la nature à Madagascar, on afirmava que el massís era la cadena muntanyenca més impressionant de tot Madagascar per la seva grandària, la diversitat floral i l'estat natural.
Marojejy va ser classificat com una de les reserves naturals estrictes de Madagascar el 1952, gràcies a l'entusiasme i suport de Humbert en gran manera. Amb aquest nivell de protecció només es permetia visitar la zona a expedicions científiques autoritzades, cosa que va permetre quedés al marge del creixement demogràfic i de les múltiples pressions antròpiques de la zona. El 1998, Marojejy va ser classificat com parc nacional i a partir d'aquest moment es va permetre l'accés al públic en general.
Considerat inicialment com una zona de transició entre les selves tropicals de l'Est i les terres altes del centre de l'illa, se'l reconeix per tenir trets únics propis, amb una de les biodiversitats més riques de Madagascar. Diverses expedicions realitzades entre principis dels anys 1970 i els anys 1990 van estudiar els ecosistemes de la muntanya i van inventariar la seva flora i fauna. L'any 2007 va ser catalogat com a Patrimoni de la Humanitat per la UNESCO com a part de la «Selva pluvial de l'Atsinanana». Per la tala forestal il·legal i els negocis amb fustes cotitzades, sobretot després de la crisi política a Madagascar de 2009, l'any 2010 la Selva pluvial de l'Atsinanana va ser inclosa a la Llista del Patrimoni de la Humanitat en perill.

### Extensió i límits del parc

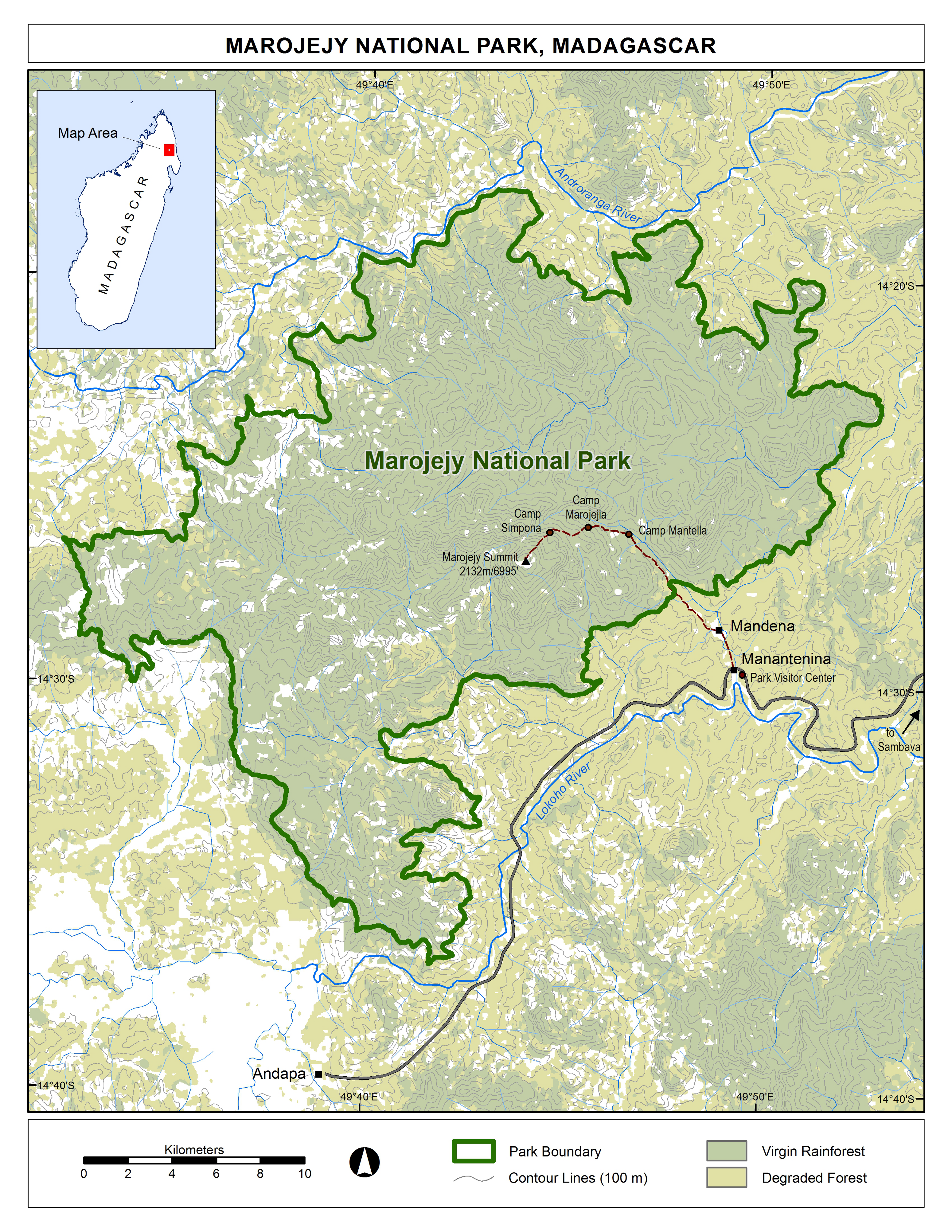
Mapa del parc.

Els límits del parc es van establir de manera aproximada el 1952, en ser qualificat de reserva natural. El 1966, per un segon decret (núm. 66-242) del govern de Madagascar, es va reafirmar el seu estatus de reserva natural estricta i es van marcar els seus límits amb 89 punts; utilitzant com a referència aquests punts, es va estimar que la superfície del parc era de 60.150 ha. Moltes famílies de les comunitats locals no van entendre per què se'ls prohibia l'accés a una àrea tan extensa i rica en recursos i necessària per a la seva supervivència i, entre finals dels anys 1980 i el 1993, alguns pobladors d'aquestes comunitats van decidir no respectar l'estatus de reserva i van començar a llaurar en els límits exteriors plantacions de vainilla i de cafè. El 1993, el Fons Mundial per la Natura (WWF) i el Service des Eaux et Forêts (Servei d'aigües i boscos) van refermar els esforços de conservació de la zona, van desallotjar a les persones que vivien a l'interior de la reserva i van renegociar uns nous límits amb la comunitat local, basats en el decret de 1966; es van obrir pistes forestals i es van posar pals de marcació per tal de delimitar de forma clara els límits de la reserva. A partir d'aquest moment, moltes comunitats limítrofes del parc es van implicar en la vigilància forestal, i la desforestació es va reduir a només unes hectàrees per any.
El WWF va presentar el 1998 una sol·licitud davant el govern de Madagascar per permetre l'accés al turisme ecològic a la reserva i així generar rendes que podrien beneficiar a la població que viu a la perifèria del parc. Mitjançant un decret de maig de 1998 (núm. 98-375), la reserva natural es va convertir en Parc nacional. Els límits es van negociar de nou, sobretot els de les regions de l'oest i nord-oest del parc, i en aquesta ocasió es van utilitzar marques naturals com els cims de les muntanyes a més de senyals. L'extensió del parc va canviar a 60.050 ha, permetent a algunes comunitats del nord-oest tenir accés a zones encara verges mentre que d'altres comunitats perdien terres cultivables. Hi ha 91 marques divisòries i els límits estan georeferenciats; també es van posar senyals divisoris intermedis entre les marques ja existents per demarcar els límits davant eventuals disputes amb les comunitats locals.
A l'octubre de 2005, uns informes van assenyalar que les marques limítrofes s'estaven desplaçant amb el consentiment d'empleats del parc i que a zones interiors s'estaven talant arbres, per a la utilització agrícola del sòl. El gener de 2006, el coordinador de logística del parc va ser acomiadat per moure jalons divisoris amb agents de conservació del parc, i per vendre 9 ha de terres a un agricultor local per dos milions de francs malgatxes. L'any 2010 es va fer una nova demarcació que va reduir la superfície del parc a 55.500 ha.

## Topografia i hàbitats

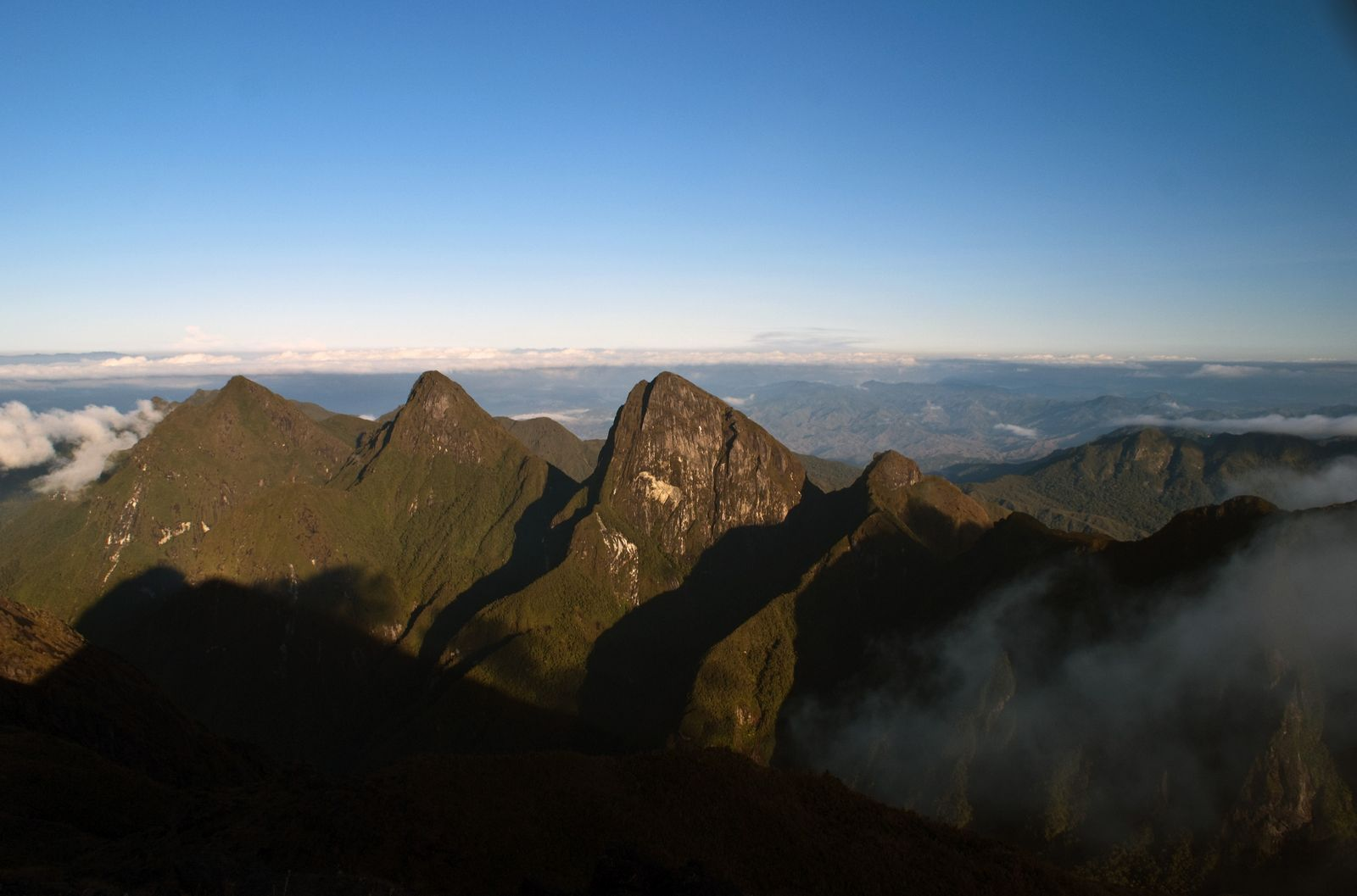
Vista de les muntanyes circumdants del cim del massís Marojejy (2132 m).

El parc cobreix 55 500 ha i preserva gairebé tot el massís, que s'eleva des dels 75 fins als 2132 msnm al cim. El massís és part d'una serralada que es perllonga des de Tsaratanana al nord-oest fins a la península de Masoala al sud. Les crestes del massís formen una línia est-oest amb una sèrie de pics distintius al llarg de la seva estructura irregular amb nombroses pendents, línies de crestes paral·leles o divergents entretallades per penya-segats escarpats i irregulars. Elevant-se fins als 2000 m ofereix un dels terrenys més pendents i abruptes de Madagascar. Degut a aquesta brusca elevació i la seva topografia escarpada, compta amb una gran varietat de microclimes i nombrosos hàbitats, convertint-lo en un dels pocs llocs del món on el bosc nuvolós transiciona ràpidament a una tundra d'alta muntanya. També a causa de la seva topografia escabrosa, el mosaic vegetal varia entre les crestes i pendents del massís, fins i tot a la mateixa altura. Per exemple, les crestes i els pendents sovint tenen menys d'un 20% de les seves espècies de plantes amb flor en comú.
Les temperatures a la regió són bastant constants, tant en les oscil·lacions diàries com la variació de temperatura entre estacions, que canvia només lleugerament. Febrer és el mes més càlid, amb una mitjana de 25 °C, mentre que agost és el més fred, amb una mitjana de 19 °C. Ascendint cap als cims, la temperatura disminueix aproximadament 1 °C cada 200 m d'altitud, i la temperatura en els cims disminueix a 1,5 °C al juliol. La humitat relativa a la regió se situa entorn del 87% la major part de l'any, encara que s'eleva fins al 97% entre març i abril. Precipitacions en forma de pluja cauen mensualment al vessant sud de la muntanya, i la regió rep almenys 2300 mm de pluja anualment, cosa que fa d'aquesta regió una de les zones més humides de Madagascar. La cara nord de la muntanya és més tropical, amb una temporada seca de 6 mesos que rep aproximadament 1500 mm de pluja a l'any. La regió rep generalment la major part de les precipitacions durant la temporada càlida, de novembre a abril, quan la pluja és abundant i el monsó provoca ciclons ocasionals formats al nord-oest. Durant la temporada més fresca, entre maig i octubre, els vents del sud-est porten pluges més lleugeres.
Tant la temperatura com les precipitacions varien considerablement d'unes zones a unes altres del parc. Les temperatures més baixes les trobem a les zones més elevades, i les precipitacions més abundants es produeixen en els vessants a l'est del massís, mentre que els vessants occidentals queden a l'ombra orogràfica de la muntanya i estan exposades a una perllongada estació seca. Els cims de les crestes reben forts vents i ofereixen sòls pobres i poc profunds, afectant a la vida vegetal i a les seves taxes de creixement. El sinuós del terreny i la seva topografia escabrosa també exerceixen un important paper en la creació d'hàbitats variats distribuïts a través dels pendents de les muntanyes i afecten la temperatura ambient, a les seves fluctuacions i als nivells d'humitat. La interacció entre aquests factors afecta el creixement i al desenvolupament de la vegetació, que constitueix la base de l'ecosistema. El resultat és un bosc summament variat i distribuït desigualment que cobreix el 90% del parc.
Les muntanyes tant de Marojejy com de la propera Reserva especial d'Anjanaharibe Sud, alimenten diverses conques hidrogràfiques, com la del riu Lokoho, que neix dels vessants occidentals i sud del Marojejy, i la del riu Androranga, que té el seu origen en els vessants septentrionals. Tots dos rius discorren cap a Sambava i desemboquen a l'oceà Índic. Marojejy està comunicat amb la Reserva Especial d'Anjanaharibe Sud pel corredor Betaolana, un estret passadís mig elevat i desproveït d'arbres que s'estén cap a l'oest i lleugerament cap al sud.

### Geologia

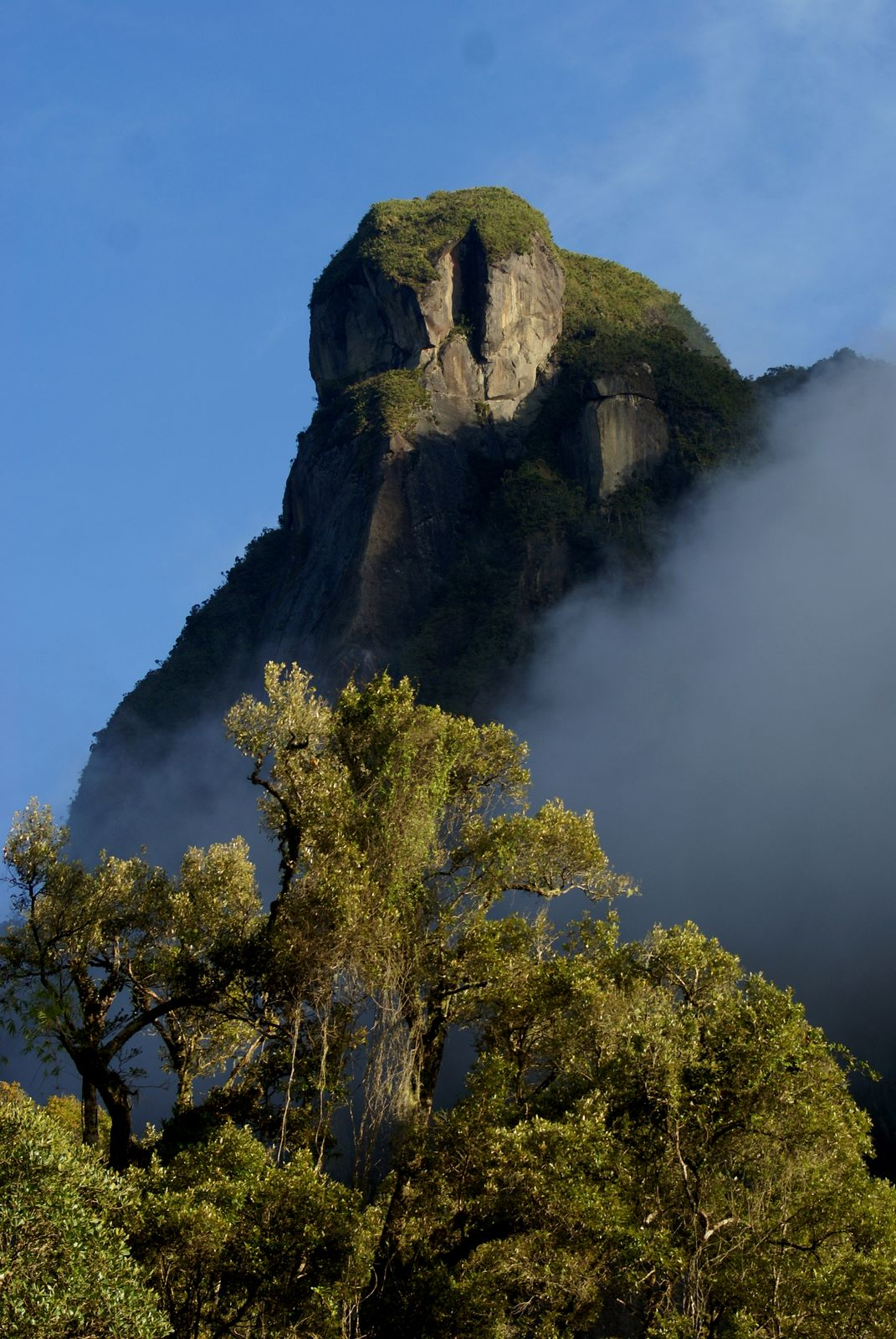
El cingle Ambatotsondrona, com la resta dels pics més alts del Marojejy, està format fonamentalment per gneis.

Com la resta de Madagascar, les roques del Parc Nacional de Marojejy van formar part en el seu moment del supercontinent Gondwana. Quan va començar a fraccionar-se, fa 160 milions d'anys, Madagascar es va separar de l'Àfrica i va quedar aïllada de les altres masses terrestres. No obstant això, la roca mare del Marojejy es va formar en el període Precambrià sota una antiga serralada que posteriorment es va erosionar. La roca mare està formada fonamentalment per roques granítiques, encara que també conté una quantitat significativa de gneis, una mena de roca metamòrfica que es va formar en profunditat en condicions d'altes pressions i temperatures sota l'antiga serralada. En els llocs on la calor i la pressió eren més elevats, la roca es va fondre i va cristal·litzar com a granit, una roca ígnia. Posteriorment es van formar filons de quars a la roca mare; aquests filons són l'origen del quars i els cristalls d'ametista que s'extreuen a la regió. En temps geològics més recents, es va formar una abundant quantitat de quarsita quan les sorres abundants en quars es van dipositar sobre la roca mare, quedant sota terra i recristal·litzant després (metamorfisme). Es creu que el pH dels sòls està entre àcid i neutre.
Els pics més alts i escarpats del Marojejy deuen la seva forma al gneis que els forma. El gneis està format per franges alternes de minerals clars i foscos; els minerals clars, formats fonamentalment per quars i feldespat, són els més sòlids i resistents, mentre que els foscos, compostos fonamentalment per mica biotita i hornblenda, són més suaus i s'erosionen amb major rapidesa. Aquesta composició en capes, en combinació amb el declivi de 45 graus de les roques de la cara nord, explica el caràcter asimètric dels pics. Les pendents septentrionals descendeixen de forma poc pronunciada, mentre que les meridionals són generalment penya-segats gairebé verticals amb roques fracturades; un exemple el tenim en el cingle Ambatotsondrona, amb el seu vessant sud de roca, escarpat i gairebé vertical.

## Biodiversitat

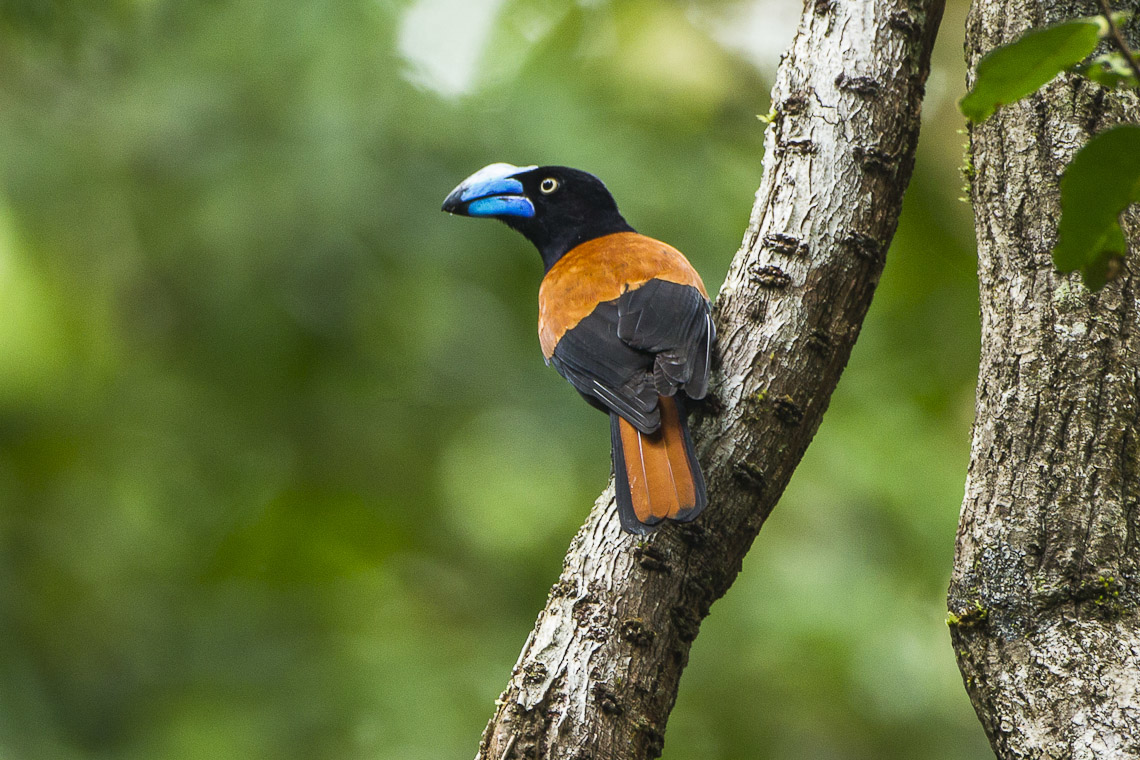
El vanga de casc és l'au icona del parc.

El Parc Nacional de Marojejy destaca per la seva rica biodiversitat, que atrau tant a científics com a ecoturistes. Al parc es troba una àmplia varietat d'hàbitats, i molts dels seus animals i plantes són endèmics de la zona. Les expedicions científiques descobreixen amb certa regularitat espècies que no estaven documentades amb anterioritat a Marojejy o, en alguns casos, completament noves per a la ciència. Algunes d'aquestes noves espècies es troben en perill d'extinció i n'hi ha molt poca informació respecte a alguns grans grups, com els invertebrats.

### Flora
A causa de la gran quantitat de microclimes presents al parc, la flora és molt diversa. Els microclimes també afecten la taxa de creixement de les plantes; als vessants humits de la zona est els vegetals experimenten un creixement més ràpid, a les occidentals, seques, el seu creixement és més lent, i més encara en les plantes dels cims, que pateixen forts vents i es troben en sòls pobres. Han sigut descobertes més de 2000 espècies de plantes amb flor (angiospermes) i es poden trobar almenys quatre famílies de plantes a totes les elevacions: les clusiàcies i gramínies són habituals, mentre que és rara la presència de les mirsinàcies i les eleocarpàcies.
Al parc es troben quatre tipus bàsics de bosc:
- Bosc humit, a baixa altitud: Cobreix el 38% de la superfície del parc[13] i es troba per sota dels 800 m d'altitud,[13][18] on trobem la major diversitat d'espècies,[19] gràcies a les pluges abundants, a una temperatura càlida constant i a la protecció enfront dels vents forts.[18] El dosser arbori dels boscos primaris és dens, amb arbres que arriben als 25-35 m d'altura.[13][18] Molts arbres tenen troncs de més de 30 cm de diàmetre.[13] Es poden trobar també una gran varietat de palmes, epífites i falgueres —amb 130 espècies de falgueres conegudes a aquesta zona.[13] El bosc secundari, format per bambú, gingebre salvatge (gènere Aframomum) i arbre del viatger (Ravenala madagascariensis), es troba en zones degradades.[18][29] Les famílies més comunes de plantes amb flor són Sapotàcia, Rubiàcia, Euforbiàcia i Mirsinàcia, i les famílies d'herbàcies més comuns són Poàcia, Lamiàcia, Acantàcia, Gesneriàcia, Melastomatàcia i Balsaminàcia. La regió de selva densa humida de baixa altitud.[30]

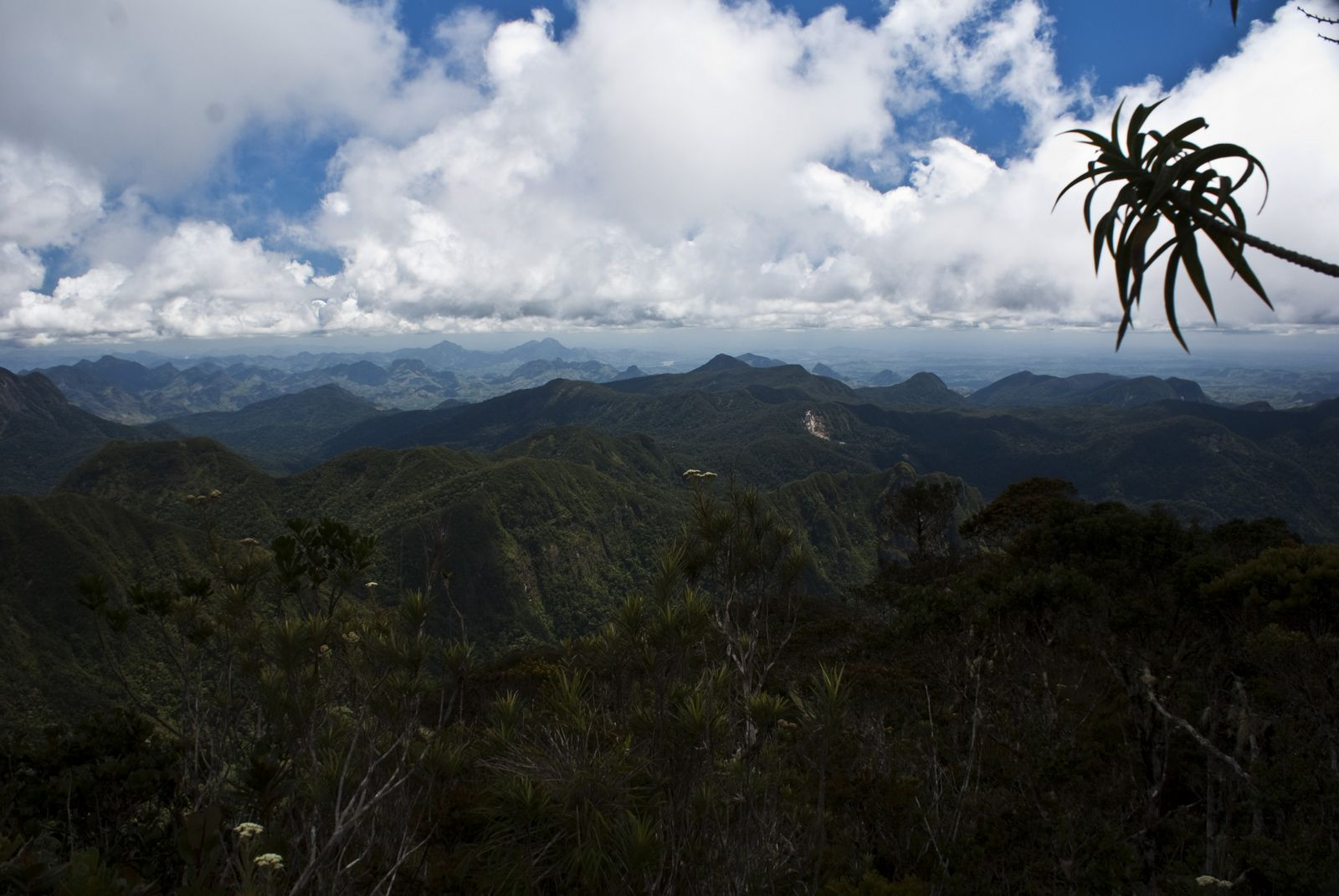
El bosc pluvial humit, tal com es veu des del cim, té arbres més baixos que els boscos de baixa altitud

- Boscos pluvials, a l'estatge montà: Es troba entre els 800 i 1400 m d'altitud i també cobreix el 38% del parc;[13][18] amb l'altitud, els arbres i els arbustos són cada vegada més petits degut a les temperatures més baixes i els sòls més pobres,[18] i les falgueres arborescents són més abundants a mesura que s'ascendeix.[19] El descens de la temperatura fa que la humitat es condensi a la superfície sense formar boires.[29] La transició entre els boscos tropicals de baixa i mitja altitud és gradual.[19] La canopea arriba fins a una altura de 18-25 m,[13][18] i les espècies forestals que necessiten sol com les epífites o els arbustos treuen profit d'aquestes zones més assolellades. L'augment de la humitat també afavoreix el creixement de molses i falgueres.[18] Les famílies Rubiàcia, Euforbiàcia, Mirtàcia, Arecàcia, Pandanàcia i Burseràcia són les més comunes a la zona.[13]

- Bosc nuvolós, a l'estatge montà: Se situa entre els 1400 i 1800 m i cobreix un 11,5% de la superfície del parc; els arbres són considerablement més baixos, nodosos i rabassuts, i les ciateals s'estenen a una altura màxima de només 10-15 m.[18][19][31] Les famílies botàniques més comuns són Lauràcia, Rubiàcia, Clusiàcia i Araliàcia.[31] La capa de terra del bosc nuvolós és rica; les molses i els líquens cobreixen les branques dels arbres[18][19] i es troben almenys 122 espècies de falgueres.[31] Les temperatures són més baixes i els vents de l'est porten núvols densos que cobreixen el bosc.[18] L'endemisme, particularment en diversos pics, és molt alt a causa del seu perllongat aïllament i l'àrea és bastant sensible als incendis per la capa gruixuda d'humus que hi ha a la terra.[32]

- Matollar de muntanya: Es troba per sobre dels 1800 m d'altitud i cobreix només l'1,5% de la superfície del parc; en aquesta zona es troba l'únic reducte de matollar de muntanya que encara roman impertorbable a Madagascar, ja que, a diferència d'altres de l'illa, no ha patit incendis.[13][18] La regió superfície és similar a una tundra, rocosa i amb una fina capa de terra. Les condicions del sòl, juntament amb les fredes temperatures, condicionis ventoses i baixa precipitació limiten la presència de vegetació, que assoleix com a màxim una altura de 2 m.[28] Dominen els matolls baixos i els arbustos densos, encara que també es poden trobar orquídies terrestres i petits palmells i bambús.[18] Les famílies de plantes més abundants a la zona són poàcies, ericàcies, asteràcies, balsaminàcies, cunionàcies i clusiàcies.[28]

De les moltes espècies de plantes presents a Marojejy, trenta-cinc són arecàcies, algunes de les quals es troben en perill crític d'extinció, amb poblacions molt reduïdes. Només tres d'aquestes espècies d'arecàcies poden trobar-se fora de Madagascar, i set només són presents a Marojejy. A les selves tropicals del massís s'hi troben també més de dues-centes setanta-cinc espècies de falgueres, divuit de les quals són falgueres arbòries i set només s'hi troben al parc. Moltes d'aquestes espècies de falgueres són molt rares i la seva distribució és molt restringida.

### Fauna

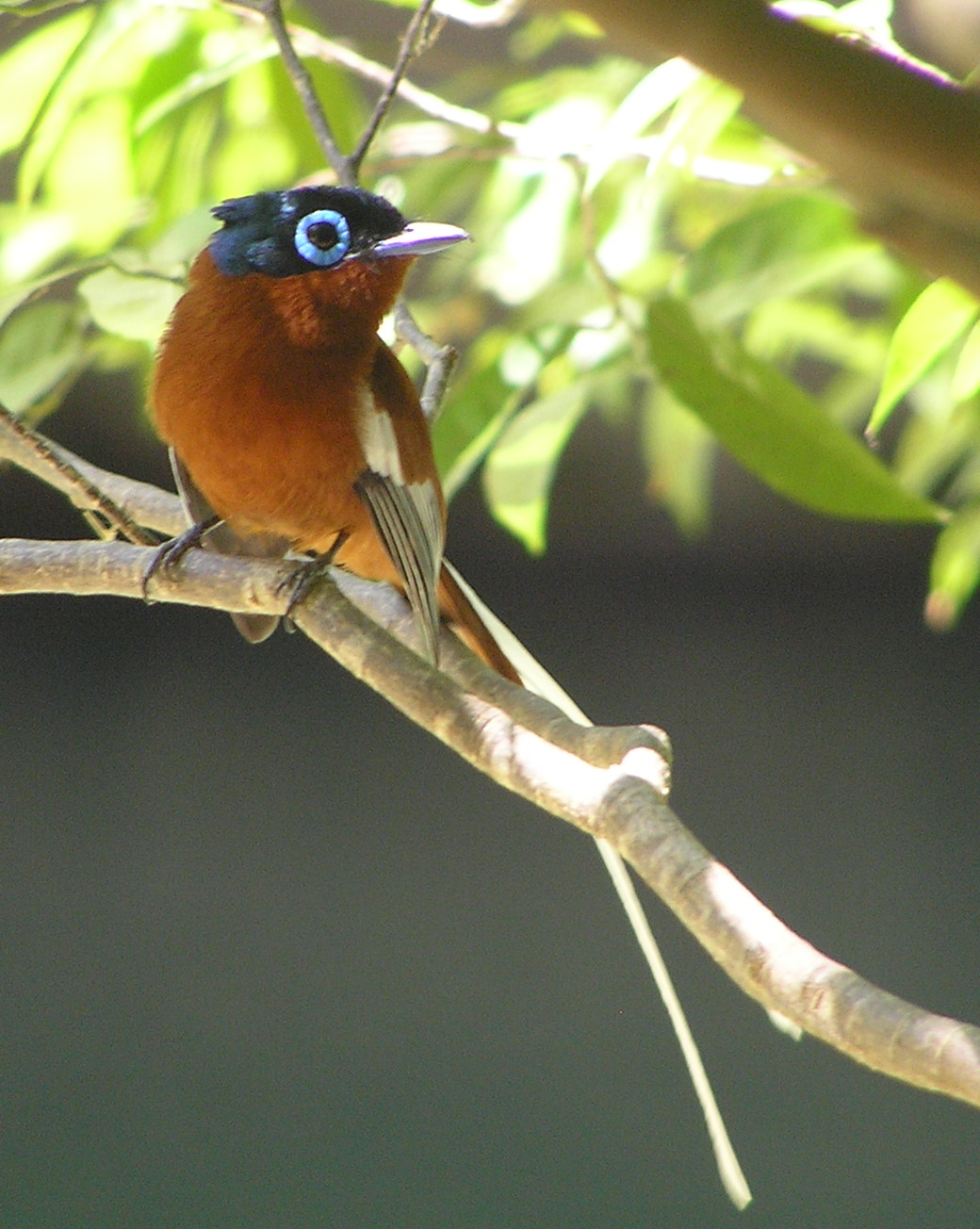
El Terpsiphone mutata és una de les moltes espècies d'aus que habiten al parc.

A parc de Marojejy se'l coneix sobretot per les seves dues espècies icona, el vanga de casc (Euryceros prevostii), i el críticament amenaçat Sifaca sedós (Propithecus candidus), que es troba llistat a la publicació bianual Els 25 primats més amenaçats del món des de la seva creació l'any 2000. S'estima que existeixen menys de 1000 individus d'aquesta espècie lliures a la natura i cap en captivitat.

La riquesa d'espècies dels principals grups d'animals demostra la gran biodiversitat existent al Parc. Per exemple, 75 de les 118 espècies d'aus (el 64%) que trobem dins o als voltants de Marojejy són aus forestals, taxa que supera a qualsevol altra zona de muntanya de l'illa. 

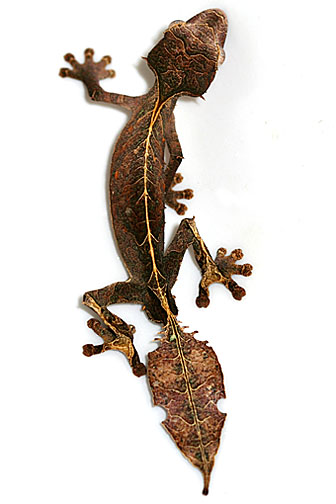
Uroplatus phantasticus, un dels reptils presentas a Marojejy

Totes aquestes espècies d'aus que depenen dels boscos són endèmiques de Madagascar i utilitzen el bosc en algun moment del seu cicle vital. Una d'aquestes aus és el serpentari de Madagascar (Eutriorchis àstur), que, abans de ser reportada el 1990, no havia estat vista per ornitòlegs des de 1932.
A més del sifaca sedós, Marojejy és llar d'altres deu espècies de lèmurs, algunes de les quals també es troben en perill, sobretot a causa de la pèrdua del seu hàbitat. El nocturn ai-ai només va ser vist en una ocasió al parc, encara que es van trobar restes d'un vell niu i de la seva alimentació a diferents nivells d'altitud del parc. Entre altres mamífers que viuen al parc es troben almenys quinze espècies de tenrecs, set espècies del rosegadors natius, el fossa (Cryptoprocta ferox) i el ratpenat de ventoses de Madagascar.
Al parc també conviuen una gran varietat de rèptils i amfibis, la concentració més gran de totes les àrees protegides de Madagascar. S'ha inventariat un total de 148 espècies, disset de les quals solament poden veure's a Marojejy, com Brookesia karchei i Chamaeleo peyrieresi, dues diverses espècies de camaleons. També es pot trobar el camaleó pantera (Furcifer pardalis), el Uroplatus phantasticus (gènere Uroplatus) i moltes espècies de granotes. Entre els invertebrats es troben grans diplòpodes, aranyes i una gran quantitat de petites sangoneres.

## Problemes relatius a la conservació
Les proteccions legals inherents al seu estatus de parc nacional no han estat suficients per evitar la seva degradació. La caça de lèmurs, inclòs el sifaca sedós greument amenaçat d'extinció, és un problema habitual, així com l'explotació dels boscos de fustes precioses com les del palissandre. També la recerca de pedres semiprecioses com l'ametista dins dels límits del parc representa una amenaça, mentre que l'agricultura de crema, la tala d'arbres per llenya i construcció continuen erosionant els boscos de la perifèria del parc. Aquests problemes s'intensifiquen amb el creixement de les poblacions circumdants; l'any 2003, prop de 200.000 persones vivien dins un radi de 40 km al voltant del parc, de les quals prop del 80% eren grangers que encara depenen del bosc per aconseguir terres cultivables i per obtenir nombrosos productes com la mel, llenya, fibres de plantes i escorça d'arbres. A més, la utilització incorrecta del parc o un creixement excessiu del nombre de visitants podria representar una amenaça real pel seu fràgil hàbitat, especialment per als matolls de les zones més elevades.